# Масимо Бонтемпели
Масимо Бонтемпели (на италиански: Massimo Bontempelli) е италиански писател.

## Биография
Роден е на 12 май 1878 година в Комо. Завършва Торинския университет през 1903 година, след което работи като учител и журналист. Той е активен в литературния живот, публикува романи, поезия и драматургия и играе важна роля за развитието на италианския магически реализъм. От края на 20-те години е активен фашист и участва в пропагандни мероприятия на режима, но в края на 30-те години преминава към комунизма и по-късно е избиран за сенатор.
Масимо Бонтемпели умира на 21 юли 1960 година в Рим.